# Яска
Я́ска (санскр. यास्क, IAST: Yāska) — древнеиндийский грамматик, автор древнейшего существующего комментария к Ригведе, так называемой Нирукты (санскр. Nirukta) или Нирукти (санскр. Nirukti — перевод, толкование). Время жизни его не может быть определено сколько-нибудь точно. Достоверно только, что Яска жил ещё до знаменитого грамматика Панини  (V век до н. э.), ссылающегося на Яску в своём грамматическом труде. В труде Яски также встречаются ссылки на ряд ещё более древних авторов, в частности, на Каутсу. Обыкновенно Яску относят к V веку до н. э., но эта дата имеет гадательный характер. Нет сомнения, однако, что он жил много раньше Панини. Нирукта или Нирукти Яски относится местными исследователями к так называемым Ведангам и содержит 12 книг, к которым впоследствии были прибавлены ещё две, не имеющие ближайшего к ним отношения. Нирукта дает первые общие грамматические сведения. Отправляясь от фонетических правил, формулированных уже с большой подробностью в так называемых Пратишакхьях для каждой веды отдельно, индийская грамматическая школа постепенно перешла к общему представлению о предмете фонетики и затем к остальным отделам грамматики. Флексия, словопроизводство, образование с помощью сложения были постепенно замечены и отличены друг от друга, причём сделаны были также разные наблюдения над теми изменениями, которые претерпевает в разных образованиях значение корня. В Нирукте, отражающей эти успехи грамматического знания индусов, упоминается значительное число предшественников её автора, некоторые по именам, другие под общими именами Найруктов (санскр. Nâiruktas — толкователи) и Вьякаранов (от санскр. Vyâkarana — анализ, грамматика). Отсюда следует, что грамматические интересы процветали в Индии ещё раньше Яски. Нирукта Яски дошла до нас в двух рецензиях, отличающихся друг от друга главным образом, распределением материала, а не содержанием. Две редакции текста заставляют известного санскритиста Вебера предположить, что первоначально Нирукта сохранялась изустно и лишь впоследствии была записана. Этого нельзя доказать, ибо случаи нескольких редакций текстов, записанных при самом их возникновении, далеко не составляют редкости. Нирукта вызвала толкования местных комментаторов. Древнейшее из них относится приблизительно к XIII веку и приписывается некоему Дурге. Текст Нирукты издан Ротом (Геттинген, 1848—1852).